# Modesto López Novoa
Modesto López Novoa, també conegut com a Modesto I (Ourense, 21 de gener de 1965) és un exfutbolista gallec, que ocupava la posició de defensa.

## Trajectòria
Modesto va destacar a principis de la dècada del 1990 a les files de la SD Compostela, on seria titular i amb qui aconseguiria pujar per primera vegada en la seua història a la màxima categoria. L'ourensà només militaria un any, la 94/95, amb els compostel·lans a Primera, en la qual hi jugaria 21 partits.
L'estiu de 1995 fitxa pel club de la seua ciutat natal, el CD Ourense, on romandria tres anys en Segona Divisió, fins que els gallecs van perdre la categoria el 1999.